# خانه کنار رودخانه
خانهٔ کنار رودخانه (انگلیسی: House by the River) یک فیلم نوآر به کارگردانی فریتس لانگ است که در سال ۱۹۵۰ منتشر شد. نظام‌نامه تولید تصویر متحرک به کارگردان اجازه نداد که برای شخصیت خدمتکار از یک بازیگر آفریقایی‌تبار (سیاه‌پوست) استفاده کند.

## بازیگران
- لوئیس هیوارد
- جین وایت
- لی بومن
- کاتلین فریمن
- مارگارت سدن
- ویل رایت
- دارتی پاتریک
- ان شومیکر
- پیتر بروکو
- سارا پِیدن
- جودی گیلبرت
- لسلی کیمل
- هاولند چمبرلین